# Thomas André Ødegaard
Thomas André Ødegaard (Drammen, 12 febbraio 1971) è un allenatore di calcio ed ex calciatore norvegese, di ruolo portiere.

## Carriera

### Giocatore

#### Club
Ødegaard ha incominciato la carriera con le maglie di Konnerud, Drafn e Glassverket, prima di passare allo Strømsgodset. Ha vestito poi le casacche di Rosenborg, Viking, nuovamente dello Strømsgodset e poi del Lyn Oslo. Ha esordito in squadra il 18 aprile 1999, quando è stato titolare nel successo per 4-1 sul Clausenengen. L'anno seguente, ha contribuito alla promozione del club nella massima divisione norvegese.
Nel 2004 è tornato ancora allo Strømsgodset, dove ha giocato per altre tre stagioni, prima di chiudere la carriera. Sporadicamente, comunque, ricopre ancora il ruolo di secondo estremo difensore del club, essendovi legato come preparatore dei portieri.

### Allenatore
Il 6 dicembre 2016 è stato scelto come nuovo allenatore del Lyn, a partire dal 1º gennaio 2017.